# Cratere Bralgah
Bralgah è un cratere sulla superficie di Bennu.